# Telmatoscopus contortula
Telmatoscopus contortula är en tvåvingeart som beskrevs av Quate 1967. Telmatoscopus contortula ingår i släktet Telmatoscopus och familjen fjärilsmyggor. Inga underarter finns listade i Catalogue of Life.